# Highfill (Arkansas)
Highfill es un pueblo ubicado en el condado de Benton en el estado estadounidense de Arkansas. En el Censo de 2010 tenía una población de 583 habitantes y una densidad poblacional de 12,32 personas por km².

## Geografía
Highfill se encuentra ubicado en las coordenadas 36°16′32″N 94°19′25″O / 36.27556, -94.32361. Según la Oficina del Censo de los Estados Unidos, Highfill tiene una superficie total de 47.33 km², de la cual 47.05 km² corresponden a tierra firme y (0.58%) 0.27 km² es agua.

## Demografía
Según el censo de 2010, había 583 personas residiendo en Highfill. La densidad de población era de 12,32 hab./km². De los 583 habitantes, Highfill estaba compuesto por el 90.74% blancos, el 1.03% eran afroamericanos, el 1.54% eran amerindios, el 0.51% eran asiáticos, el 0% eran isleños del Pacífico, el 2.23% eran de otras razas y el 3.95% pertenecían a dos o más razas. Del total de la población el 3.26% eran hispanos o latinos de cualquier raza.